# Комаровичи (Смоленская область)
Комаровичи — деревня в Шумячском районе Смоленской области России. Входит в состав Студенецкого сельского поселения. Население — 11 жителей (2007 год). 
Расположена в юго-западной части области в 25 км к северо-западу от Шумячей, в 21 км севернее автодороги А101 Москва — Варшава («Старая Польская» или «Варшавка»), на берегу реки Дунайка. В 25 км юго-восточнее деревни расположена железнодорожная станция Осва на линии Рославль — Кричев.

## История
В годы Великой Отечественной войны деревня была оккупирована гитлеровскими войсками в августе 1941 года, освобождена в сентябре 1943 года.